# Suvaja, Varvarin
Suvaja (izvirno srbsko Суваја) je naselje v Srbiji, ki upravno spada pod Občino Varvarin; slednja pa je del Rasinskega upravnega okraja.

## Demografija
V naselju živi 109 polnoletnih prebivalcev, pri čemer je njihova povprečna starost 41,3 let (36,6 pri moških in 45,9 pri ženskah). Naselje ima 57 gospodinjstev, pri čemer je povprečno število članov na gospodinjstvo 2,61.
To naselje je, glede na rezultate popisa iz leta 2002, večinoma srbsko.
|  |

| Demografija | Demografija     | Demografija     |
| Leto        | Št. prebivalcev | Št. prebivalcev |
| ----------- | --------------- | --------------- |
|             |                 |                 |
|             |                 |                 |
|             |                 |                 |
|             |                 |                 |
| 1948        | 450             |                 |
| 1953        | 331             |                 |
| 1961        | 606             |                 |
| 1971        | 800             |                 |
| 1981        | 1033            |                 |
| 1991        | 495             | 100             |
| 2002        | 751             | 149             |
|             |                 |                 |

| Etnična sestava po popisu iz leta 2002 | Etnična sestava po popisu iz leta 2002 | Etnična sestava po popisu iz leta 2002 | Etnična sestava po popisu iz leta 2002 | Etnična sestava po popisu iz leta 2002 |
| -------------------------------------- | -------------------------------------- | -------------------------------------- | -------------------------------------- | -------------------------------------- |
| Srbi                                   | Srbi                                   |                                        | 137                                    | 91,94%                                 |
| Romuni                                 | Romuni                                 |                                        | 1                                      | 0,67%                                  |
| Bolgari                                | Bolgari                                |                                        | 1                                      | 0,67%                                  |
| Neznano                                | Neznano                                |                                        | 10                                     | 6,71%                                  |